# Iglesia de San Simón (Brihuega)
La iglesia de San Simón fue un templo católico de Brihuega (Guadalajara, España), actualmente centro de día y centro de innovación rural. Sus restos fueron declarados Bien de Interés Cultural en 2007 y forma parte del Conjunto Histórico-Artístico de la villa.

## Descripción

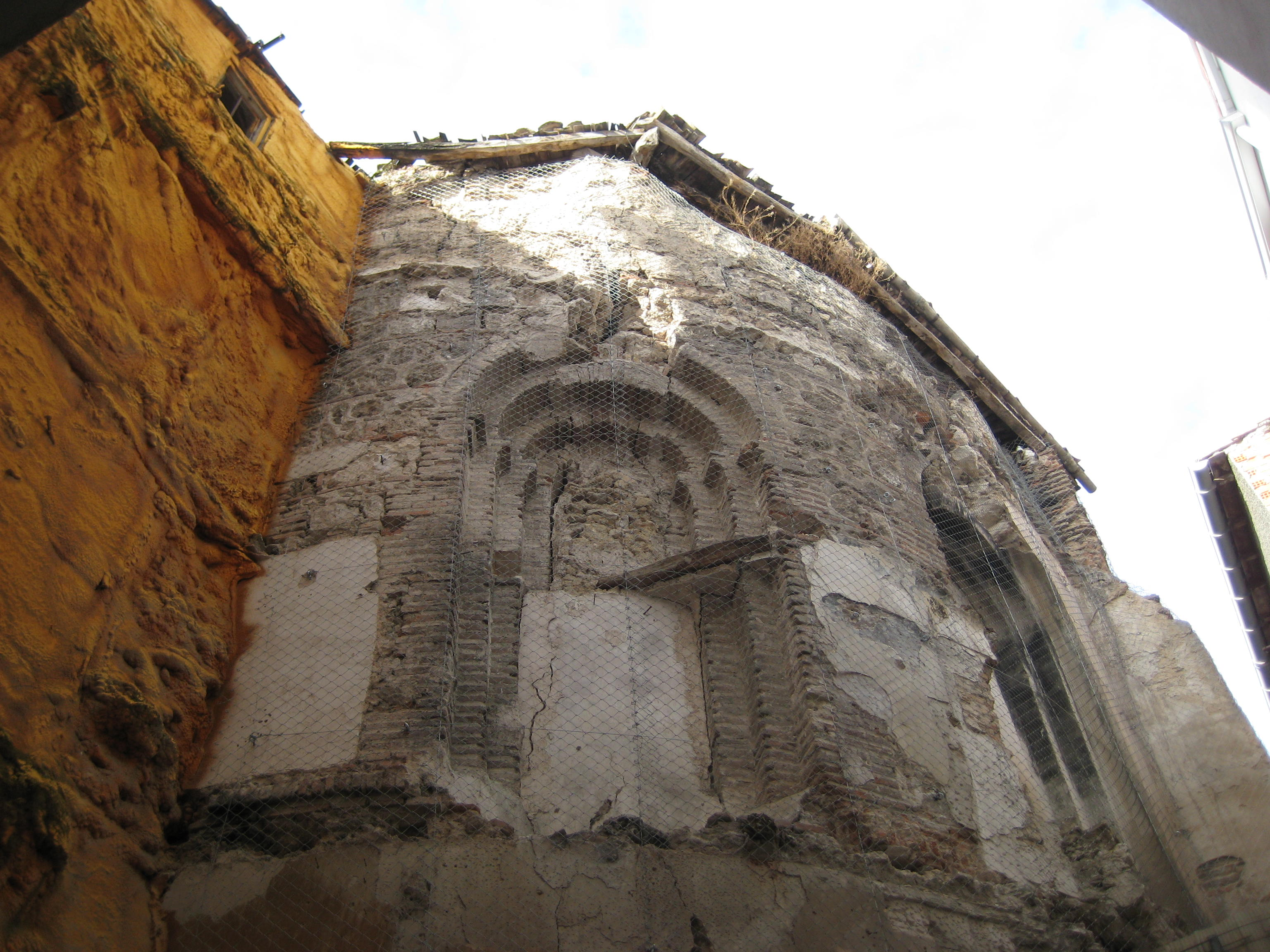
Estado del ábside antes de la intervención

Pudo haberse levantado sobre la que fue la mezquita de Brihuega, según sostienen diversos autores, aunque a día de hoy los estudios arqueológicos no han sido concluyentes sobre su verdadero origen, a pesar de que a partir del siglo XIV se consolida como iglesia católica hasta el siglo XIX, en ese siglo, durante la guerra contra el francés la cripta de la iglesia va a ser el refugio de esconder las obras de arte y el ajuar litúrgico de las iglesias del municipio.
Con la desamortización de Mendizábal, en 1860 la iglesia pasa a ser vivienda particular en la que se remodela de manera integral perdiendo parte de su estructura original; los propietarios cierran parte de las callejas colaterales a la iglesia y distribuyendo la vivienda y sus habitáculos en distintas alturas dentro del templo destruyendo parte de los ventanales originales.
Se trata de un pequeño templo mudéjar, de estilo toledano, levantado entre los siglos XIII y XIV, que presenta una sola nave con ábside semicircular. 
El acceso original incorpora arco apuntado polilobulado y, en su parte superior, un óculo o rosetón.
Oculta durante más de un siglo, la demolición de un edificio adosado al ábside en 2004 permitió observar la tipología constructiva del edificio, que presenta un zócalo de mampostería de unos tres metros de altura, sobre el que se dispone un paramento de aparejo toledano (cajas de mampostería y verdugadas de ladrillo).
El ábside debe incorporar cinco ventanas, de las que exteriormente solo se aprecian dos, construidas mediante cuatro arcos concéntricos de ladrillo ligeramente apuntados. El interior presenta bóveda de cascarón, reforzada por seis nervios que se unen en clave común.

## Rehabilitación
En una primera actuación (2017-2018), ante el peligro de derrumbe, se restauraron los ventanales del ábside, se recuperaron las cubiertas y se reconstruyeron los contrafuertes. Tras su adquisición por parte del ayuntamiento del municipio en 2020 por 12.500 euros, se realizaron actuaciones en cubiertas y emplomados, así como el cosido de las grietas de la cúpula. Fue reinaugurado en 2023.
El conjunto de este espacio ese compone de jardín volado sobre la plaza Mayor, una casona del siglo XVIII y el propio templo. Además de un espacio monumental visitable y un epicentro de innovación rural también realiza la función de centro de día comarcal.